# 日野市
日野市（日语：／ Hino shi */?）為一位于東京都（不含島嶼部分）中央地帶的城市。從東京站乘坐中央線特別快速列車45分鐘即可到該市。面積27.53km²。1963年（昭和38年）11月3日，該市開始實行市制，為全日本第559個市。汽車企業日野自動車的總部位於這裡。日野市也是日本幕末時期新選組的故鄉  ，吸引世界各地遊客特意探訪。 
往東京都特別區部的通勤率為20.9%，往八王子市的通勤率為12.0%（平成22年國勢調査）。

## 概要
過去是甲州街道的農業中心及宿場町「日野宿」，做為新選組副長土方歲三與六番組隊長井上源三郎出身地而聞名。本市也是日野自動車的企業城下町。
昭和時代起，大型企業與團地陸續進駐。因市內多河川與丘陵，獲選為國土交通省「水鄉百選」。此外，日野在多摩地區中的水田與蔬菜旱田等農地比率較高，是都市農業的代表都市。

## 地理
日野市大致可分為稻作為主的低地，旱田與工廠為主的台地、多森林的丘陵地，但近年隨著發展皆逐漸開發成住宅區。

### 地勢
位於東京都（不含島嶼部分）的中央地帶，市域西側是關東壤土層堆積的日野台地。多摩川流過本市北側與東側，成為與昭島、立川、國立、府中各市的邊界，與流經市域南部多摩丘陵（七生丘陵）北側的淺川於東南部匯流。因此本市水資源充沛，稻作興盛，過去有「多摩穀倉」之稱。現在川邊堀之內與新井地區等，及新町台地地區與西平山地區保留較多農地，但隨著都市重劃與開發正不斷減少。

#### 低地地區

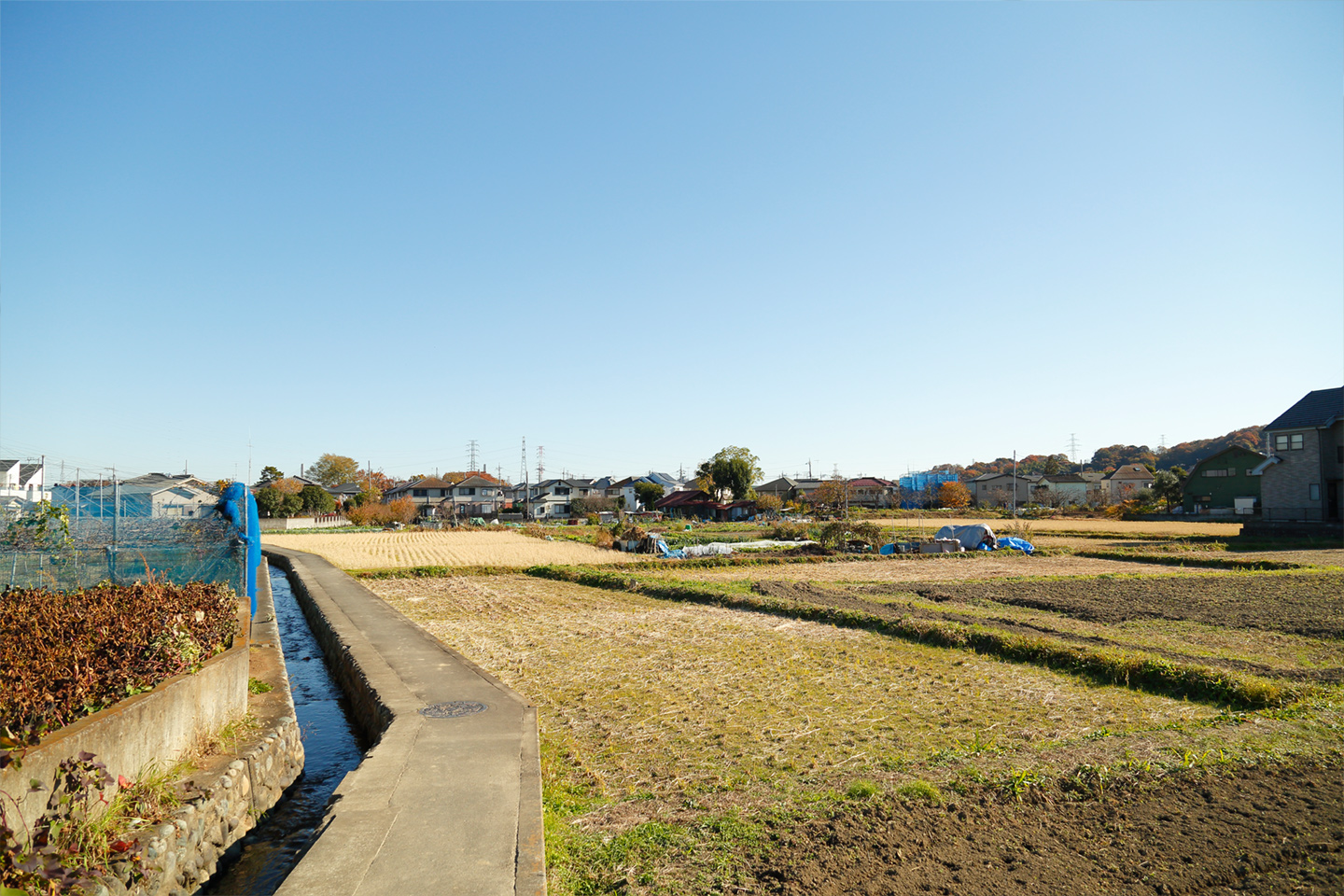
落川低地過去多為農田

低地地區位於多摩川與淺川之間，多灌漑水路與田地，另由於被以礫層為基盤的台地與丘陵圍繞，多湧水，因此被國土交通省選定為「水鄉百選」。代表的灌漑水路有引自多摩川的日野用水、引自淺川的瀧合橋「左岸」（實際上是平山橋下的堰）附近的豐田用水、引自瀧合橋「右岸」附近的平山用水、引自萬願寺步道橋（接觸橋）前方的向島用水等。隨著都市開發，水田不斷減少，水路已失去過去作為農業用水的重要角色，現在主要功能為保留水環境、防火、減緩熱島現象等，並陸續整備為親水公園與群落生境如黑川清流公園與向島用水親水路等。

#### 台地地區

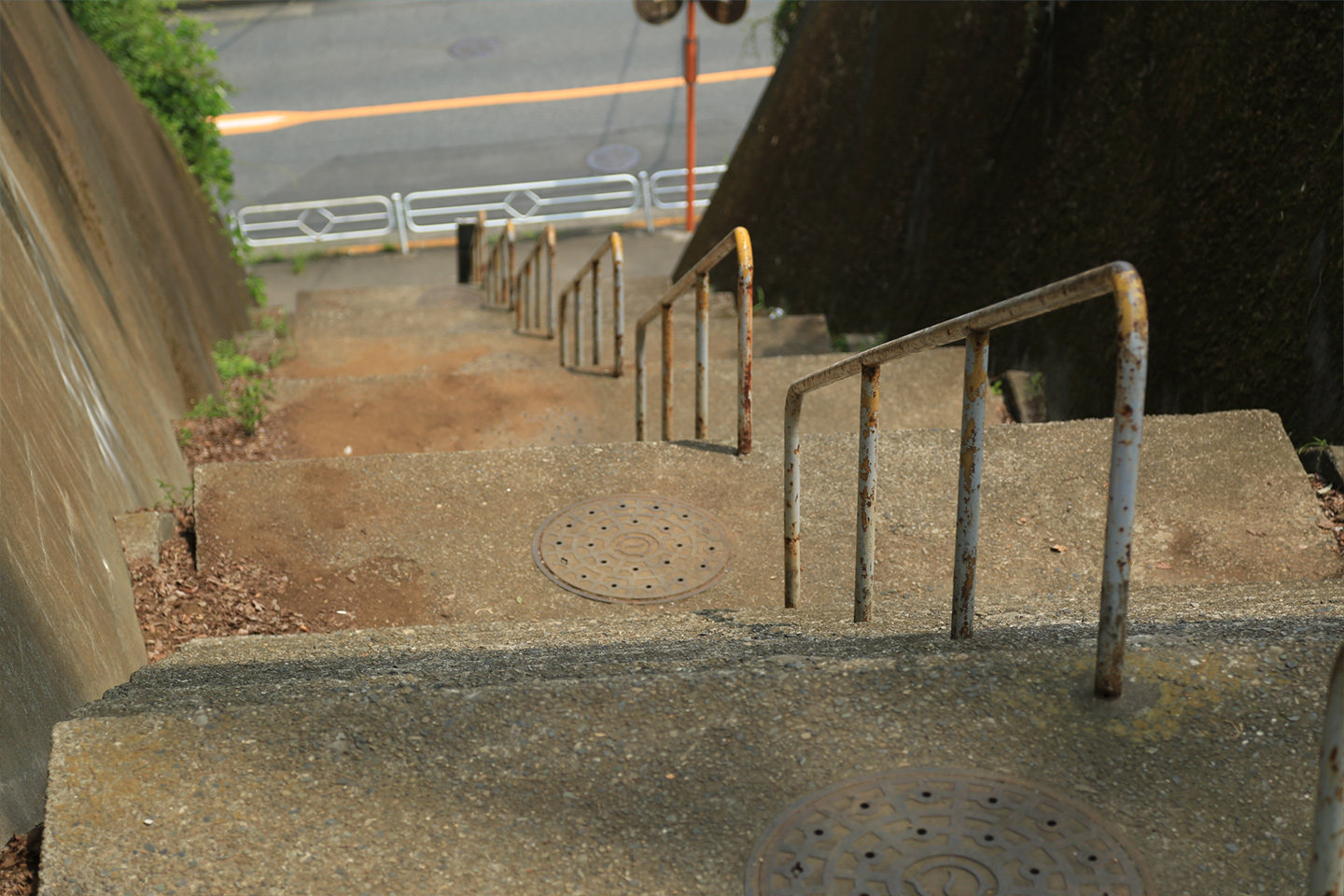
設於河岸段丘的階梯

西北部是被關東壤土層覆蓋的日野台地，過去桑田遍布。昭和10年左右起，「日野五社」等大企業陸續移入，昭和30年代開始開發為住宅區。
豐田站東側的黑川清流公園、神明、新町、東光寺等地區有個逆「く」字形的河岸段丘，稱日野綠地，為限制開發區。

#### 丘陵地區

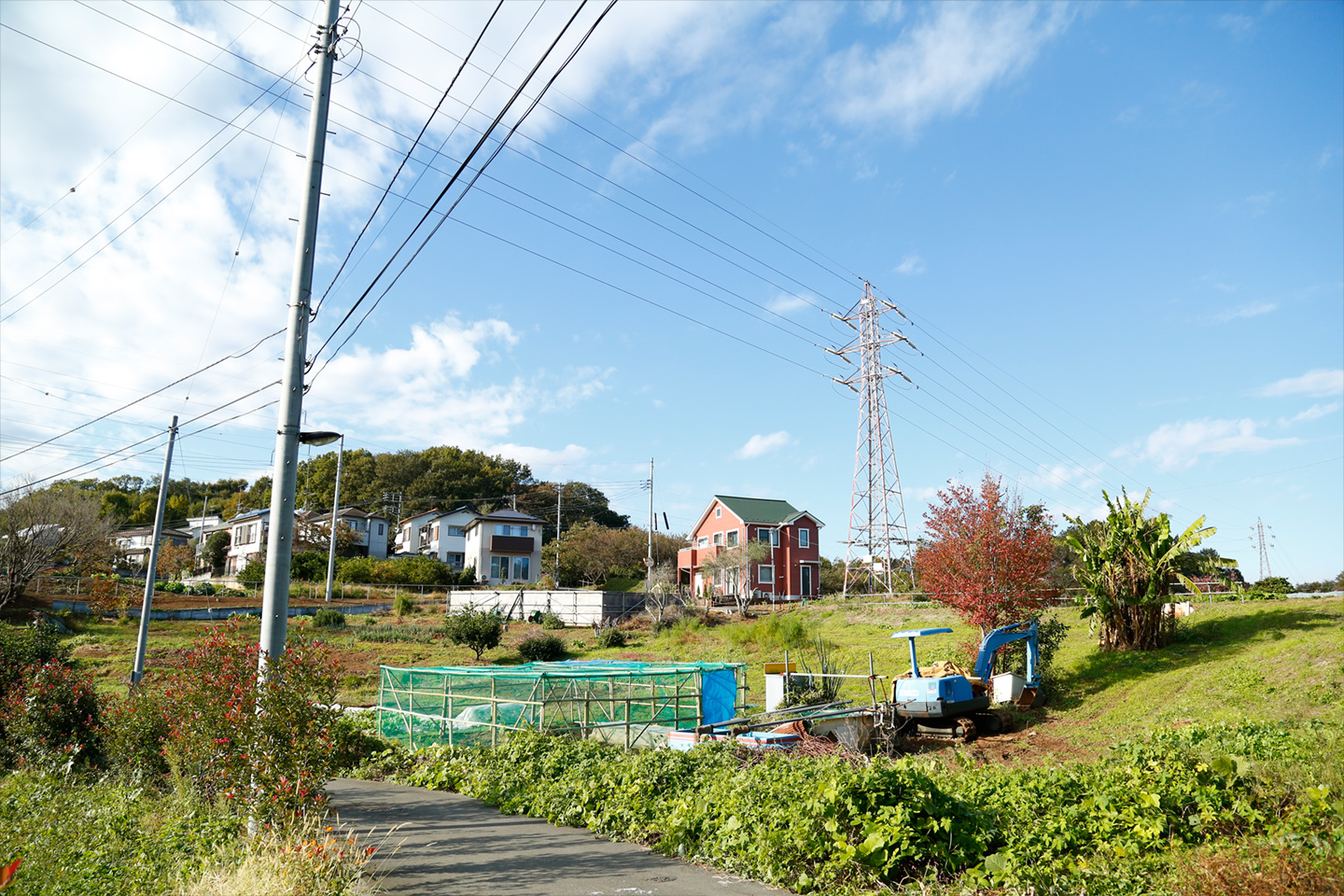
百草的「倉澤」地區

市域南部為多摩丘陵，但也逐漸宅地化，僅關東三大不動之一的高幡山金剛寺（通稱：高幡不動）寺域高幡山周邊，程久保、南平地區的都立多摩動物公園與七生公園，市立南平丘陵公園附近還保留較多綠地。
百草、倉澤地區因環保意識興起，組成組織保育當地森林。本區除了農業外，還有市內唯一的酪農業。

### 氣候

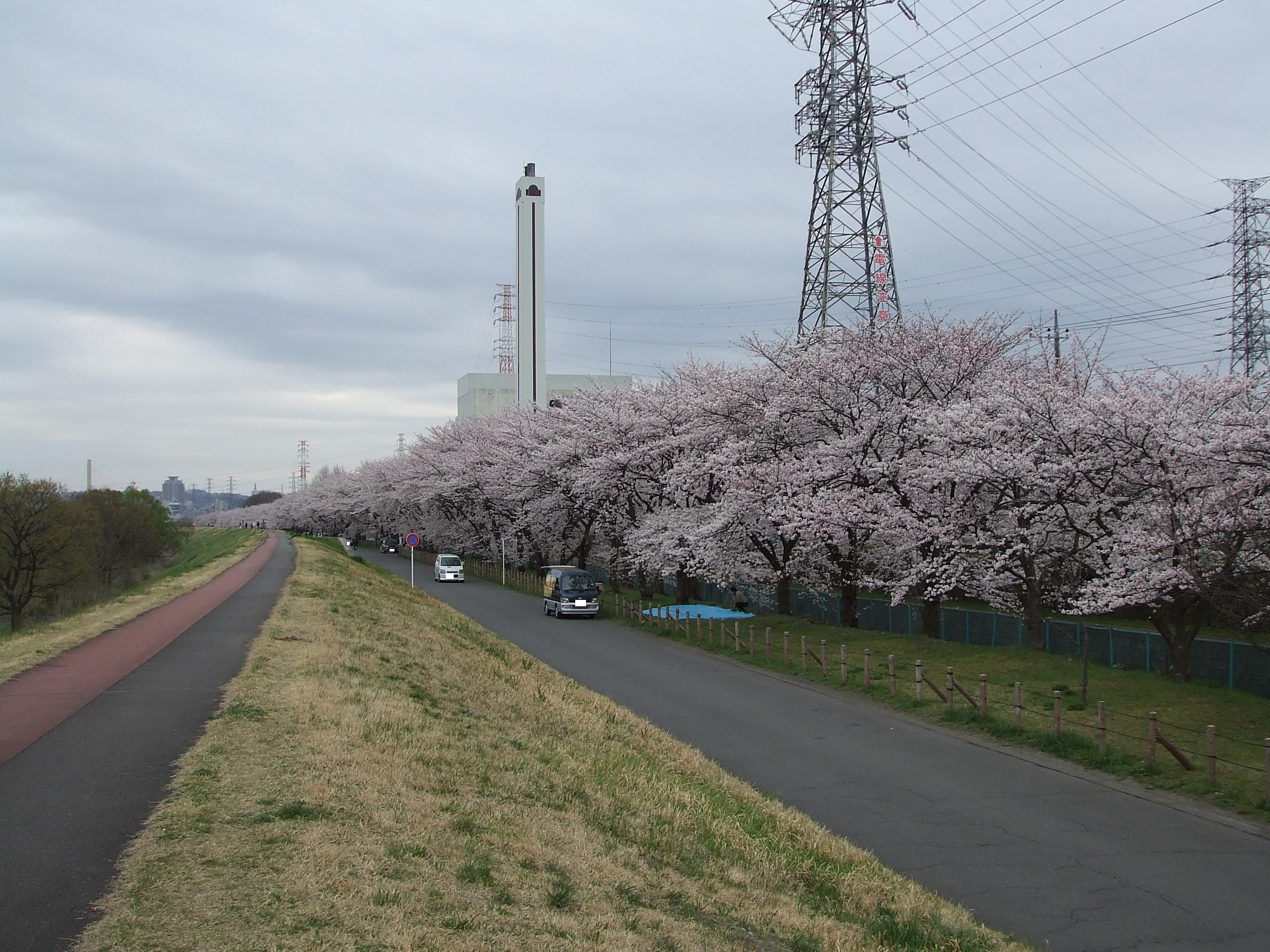
根川 (日野市)

位於關東平原內陸，冬季氣溫較都心低2〜3℃，積雪約20～30公分。由於市內不斷的宅地化，夏季受到反射熱的影響，有時最高氣溫甚至高於都心。

### 主要河川
- 多摩川
- 淺川
- 程久保川（日语：程久保川）
- 根川（日语：根川 (日野市)）
- 谷地（やじ）川

### 主要用水路
- 新井用水（日语：新井用水）
- 一宮（いちのみや）用水
- 落川用水
- 上田（かみだ）用水（日语：上田用水）
- 上村用水
- 川北用水
- 黑川水路（用水）（日语：黒川水路）
- 高幡用水
- 豐田用水（日语：豊田用水）
- 日野用水
- 平山用水
- 向島用水
- 南平用水

加上其他用水路的總長度將近180公里。

## 地名一覧
| - 旭丘（旭が丘，あさひがおか） - 新井（あらい） - 石田（いしだ） - 石田（舊地番） - 大坂上（おおさかうえ） - 落]（おちかわ） - 上田（かみだ） - 川邊堀之內（かわべほりのうち） - 榮町（さかえまち） - 櫻町（さくら町，さくらまち） - 新町（しんまち） - 神明（しんめい） - 高幡（たかはた） - 多摩平（たまだいら） - 豐田（とよだ） - 豐田（舊地番） | - 西平山（にしひらやま） - 東豐田（ひがしとよだ） - 東平山（ひがしひらやま） - 日野（ひの） - 日野台（ひのだい） - 日野本町（ひのほんまち） - 平山（ひらやま） - 富士町（ふじまち） - 程久保（ほどくぼ） - 程久保（舊地番） - 萬願寺（まんがんじ） - 三澤（みさわ） - 三澤（舊地番） - 南平（みなみだいら） - 宮（みや） - 百草（もぐさ） |

## 鄰接自治體
- 東 - 府中市
- 北 - 國立市、立川市、昭島市（與昭島市沒有陸地接壤）
- 西 - 八王子市
- 南 - 多摩市

## 歷史
- 1605年（慶長10年）－甲州街道整備，設日野宿。
- 1871年（明治4年）－廢藩置縣，日野宿編入神奈川縣。
- 1878年（明治11年）－多摩郡分割，日野宿屬南多摩郡。
- 1889年（明治22年）－町村制施行，日野宿全域與粟巢村、西長沼村一部分合併，為日野宿。
- 1893年（明治26年）－三多摩從神奈川縣改劃入東京府。日野宿改稱日野町（初代）。
- 1901年（明治34年）－與桑田村合併。
- 1943年（昭和18年）－東京都制（日语：東京都制）施行。
- 1958年（昭和33年）－與七生村（日语：七生村）合併。
- 1963年（昭和38年）11月3日－市制施行（全國第559個市）

### 市名由來
市名由來尚未有定論。一說是『武藏名勝圖會』的府中國府在此設置烽火台的「飛火野說」。和銅6年，火野改為日野。『新編武藏風土記稿』則記述地名源自於武藏七黨中西黨之祖日奉宗賴勸請遠祖天御中主神的日野宮權現。另一說是應永32年左右，日野中納言資朝玄孫宮內資忠遷居此地而得名。

## 人口
| 日野市人口分布圖 |                                               |  |
| 日野市與日本全國年齡別人口分布比較圖 （2005年資料） | 日野市的年齡、男女別人口分布圖 （2005年資料） |  |
| ■紫色是日野市 ■綠色是全国 | ■藍色是男性 ■紅色是女性                       |  |
| 日野市人口變化 \| 1970年 \| 98,557人 \| \| \| 1975年 \| 126,847人 \| \| \| 1980年 \| 145,448人 \| \| \| 1985年 \| 156,031人 \| \| \| 1990年 \| 165,928人 \| \| \| 1995年 \| 166,537人 \| \| \| 2000年 \| 167,942人 \| \| \| 2005年 \| 176,538人 \| \| \| 2010年 \| 180,052人 \| \| \| 2015年 \| 186,283人 \| \| \| 2020年 \| 190,435人 \| \| |                                               |  |
| 資料來源：日本總務省統計中心提供之人口普查數據 |                                               |  |
| 1970年 | 98,557人                                      |  |
| 1975年 | 126,847人                                     |  |
| 1980年 | 145,448人                                     |  |
| 1985年 | 156,031人                                     |  |
| 1990年 | 165,928人                                     |  |
| 1995年 | 166,537人                                     |  |
| 2000年 | 167,942人                                     |  |
| 2005年 | 176,538人                                     |  |
| 2010年 | 180,052人                                     |  |
| 2015年 | 186,283人                                     |  |
| 2020年 | 190,435人                                     |  |

### 日夜間人口
2005年夜間人口（居住者）有176,527人，日間人口為154,114人，是夜間的0.873倍。市內往市外的通勤者有52,683人，市外往市內的通勤者有32,366人。市內往市外的通學生有10,107人，市外往市內的通學生有8,011人。

## 行政
- 市長：大坪冬彥（日语：大坪冬彦）（おおつぼ・ふゆひこ，第一任。任期結束日：2017年4月26日）。

### 市議會
- 議長：菅原　直志（すがわら　なおし　2014年3月10日就任）
- 議員席次：24人

| 黨派                 | 席次 | 代表       |
| -------------------- | ---- | ---------- |
| 自由民主黨日野市議團 | 7    | 西野正人   |
| 民主市民俱樂部       | 5    | 江口和雄   |
| 公明黨               | 5    | 田原茂     |
| 日本共產黨日野市議團 | 5    | 清水登志子 |
| 無黨籍               | 2    |            |

### 廣域行政
- 東京都十一市競輪事業組合 - 八王子、武藏野、青梅、昭島、調布、町田、小金井、小平、東村山、國分寺與本市共11市舉辦京王閣競輪（日语：京王閣競輪場）。
- 東京都四市競艇事業組合（日语：東京都四市競艇事業組合） - 小平、東村山、國分寺與本市共4市舉辦多摩川競艇（日语：多摩川競艇場）。

## 國政、都政

### 國政
在日本眾議院小選舉區中與立川市、昭島市同屬東京21區。
- 2014年12月（第47回日本眾議院議員總選舉）
  - 小田原潔（日语：小田原潔）（自民）
  - 長島昭久（日语：長島昭久）（民主）（比例復活）

### 東京都議會
本市為單一選舉區。席次2人。
- 2013年6月
  - 古賀俊昭（日语：古賀俊昭）（自民）
  - 新井智陽（民主）

## 公共機關

### 警察
- 日野警察署（日语：日野警察署 (東京都)） - 管轄本事。由警視廳第9方面本部監督。

### 消防（東京消防廳）
日野消防署管轄本市，由第9方面本部監督。消防為市町村業務，但多摩地域多數市町村都委託東京消防廳執行消防業務。
- 日野消防署
  - 豐田出張所
  - 高幡出張所

### 郵便
- 日野郵便局（日语：日野郵便局）

### 自來水
- 東京都水道局（日语：東京都水道局）營運。
- 本市自來水由東村山淨水場（日语：東村山浄水場）（取用多摩川、利根川、荒川水源）供給。

### 汙水處理
- 東京都多摩地域各市町村由东京都下水道局營運的水再生中心處理汙水。
- 本市汙水由淺川水再生中心（日野市石田）、南多摩水再生中心（稻城市大丸）、八王子水再生中心（八王子市小宮町）處理。
- 下水道普及率88%（平成15年度末），低於多摩地域全體普及率 (95%) 。

### 垃圾處理
- 日野市清潔中心（石田）

### 機關、設施
- 日野稅務署
- 國土交通省相武國道事務所日野出張所
- 環境省水鳥救護研修中心
- 東京都動物愛護相談中心多摩支所
- 東京都七生福祉園

## 經濟

### 產業

#### 主要產業
- 農業 - 農業是日野市的主要產業之一，但隨著不斷宅地化，農家戶數不斷減少。市內以番茄與萵苣栽培較興盛。特產品有「多摩川梨」、使用當地生產的藍莓所製作的發泡酒與蛋糕等。
- 商業 - 各車站周邊與國道沿線多零售店，由於鄰近立川、八王子市區、聖蹟櫻丘等商業區，前往都心也十分便利交通，因此市內無百貨店、購物商場等。
- 工業 - 1930年代起，在政策引誘下，六櫻社（柯尼卡美能達）、吉田時計店（東方錶（日语：オリエント時計））、東京自動車工業（日野自動車）、神鋼電機（日语：シンフォニア テクノロジー）（舊址現為都立日野台高校（日语：東京都立日野台高等学校）與市立大坂上中學校（日语：日野市立大坂上中学校））、富士電機進駐日野（日野5社），使得本地逐漸發展為內陸工業都市。但2020年以前日野自動車日野工場的遷離預計將影響日野市的工業發展。

#### 主要企業
- 日野自動車（本社、日野工場）
- 精工愛普生（日野事業所）
- 柯尼卡美能達（東京SITE日野）
所在地的町名採用過去的品牌名「櫻」（さくら）命名為「櫻町」（さくらまち）。
- 富士電機（東京事業所）
所在地的町名「富士町」（ふじまち）也是以企業命名。
- 帝人（東京研究中心）
- 日本GE醫療（本社）
- 發那科
- 凸版資訊（日语：トッパンフォームズ）
- NBC Meshtec（日语：NBCメッシュテック）（本社）
- 東芝泰力（東芝テリー）（本社）

## 自治體交流
- 雷德蘭茲（美國加州）
  - 1963年7月15日成為姐妹都市

## 地域

### 學校教育
- 2001年4月起實施中小學校的學校選擇制。（在東京都內僅次於品川區，中學校則為都內最早實施的自治體。）
- 各校調理、食材採用地產地消（日语：地産地消）、學校供食充足。
- 昭和40年代開始入居的百草團地、高幡台團地因學童數減少，已對小學進行整併。

#### 小學校
- 市立
  - 日野第一小學校
  - 日野第二小學校
  - 日野第三小學校
  - 日野第四小學校
  - 日野第五小學校
  - 日野第六小學校
  - 日野第七小學校
  - 日野第八小學校
  - 日野潤德小學校
  - 日野平山小學校
  - 日野瀧合小學校
  - 日野南平小學校
  - 日野旭丘小學校
  - 日野東光寺小學校
  - 日野七生綠小學校 - 2008年由百草台小學校與三澤台小學校整併成立。
  - 日野仲田小學校
  - 日野夢丘小學校 - 2002年由程久保小學校與高幡台小學校整併成立。

#### 中學校
- 市立
  - 第一中學校
  - 第二中學校
  - 第三中學校
  - 第四中學校
  - 七生中學校
  - 三澤中學校
  - 大坂上中學校
  - 平山中學校

#### 高等學校
- 都立
  - 日野高等學校（日语：東京都立日野高等学校） - 知名校友有三浦友和、UNJASH等。
  - 日野台高等學校（日语：東京都立日野台高等学校）
  - 南平高等學校（日语：東京都立南平高等学校）

#### 特別支援學校
- 都立七生特別支援學校（日语：東京都立七生特別支援学校）

#### 短期大學
- 實踐女子短期大學

#### 專修學校
- （東京トフィ・ファッション専門学校）

#### 大學
- 首都大學東京日野校區
- 明星大學
- 實踐女子大學
- 杉野服飾大學（日语：杉野服飾大学）

### 職業訓練
- 日野工業高等學園 （日野自動車營運的職業能力開發校（日语：職業能力開発校））

### 社會教育

#### 圖書館
- 日野市立圖書館
  - 中央圖書館
  - 高幡圖書館
  - 日野圖書館
  - 多摩平圖書館
  - 平山圖書館
  - 百草圖書館
  - 百草台兒童圖書館
  - 市政圖書室
  - 移動圖書館向日葵號

#### 博物館
- 日野市鄉土資料館
- 新選組的故鄉歷史館
- 日野宿交流館

#### 公民館
- 日野市中央公民館

#### 公會堂
- 日野市民會館
- 七生公會堂

#### 體育設施
- 市立南平體育館
- 市民の森ふれあいホール（日语：日野市市民の森ふれあいホール）
- 市民陸上競技場
- 市民泳池
- 多摩川運動場
- 萬願寺運動場
- 淺川體育運動場
- 東光寺運動場

## 交通
JR中央本線由北向西通過本市，京王線東西向穿越市南部的淺川右岸與多摩丘陵之間。高幡不動站有支線通往多摩動物公園站。此外，多摩都市單軌線南北貫穿，在甲州街道站附近與中央自動車道交會，另在高幡不動站與京王線交會。
主要道路有東西向的中央自動車道與國道20號。
- JR中央線、京王線、多摩都市單軌是前往市外的主要交通方式。新宿至日野站、高幡不動站約30分（中央特快或京王線特急），是南多摩地域中前往都心較為便利的地區。
- 中央自動車道的日野巴士站（日语：日野バスストップ）可搭乘高速巴士。
- 路線バス可前往昭島市以外的鄰接各市。（京王電鐵巴士與西東京巴士（日语：西東京バス）運行）
- 市內主要車站間有路線巴士接駁。（京王電鐵巴士運行）
- 社區巴士可達市立醫院等公共機關。（委託京王電鐵巴士運行）
- 市內巴士路網完整，各町皆有京王電鐵巴士、西東京巴士的巴士站。

### 鐵路
東日本旅客鐵道（JR東日本）
- 中央線快速：日野站 - 豐田站

京王電鐵
- 京王線：百草園站 - 高幡不動站 - 南平站 - 平山城址公園站
- 動物園線：高幡不動站 - 多摩動物公園站

多摩都市單軌電車
- 多摩都市單軌電車線：甲州街道站 - 萬願寺站 - 高幡不動站 - 程久保站 - 多摩動物公園站

八高線雖通過市內，但未設站。

### 道路
- 高速道路
  - 中央自動車道（日野巴士站）
- 一般國道
  - 國道20號（日野繞道（日语：日野バイパス））
- 都道府縣道
  - 主要地方道
    - 東京都道20號府中相模原線（日语：東京都道20号府中相模原線）
    - 東京都道41號稻城日野線（日语：東京都道41号稲城日野線）（川崎街道）

  - 一般都道
    - 東京都道149號立川日野線（日语：東京都道149号立川日野線）
    - 東京都道155號町田平山八王子線（日语：東京都道155号町田平山八王子線）
    - 東京都道156號町田日野線（日语：東京都道156号町田日野線）
    - 東京都道159號豐田高幡線（日语：東京都道159号豊田高幡線）
    - 東京都道169號淵上日野線（日语：東京都道169号淵上日野線）
    - 東京都道173號上館日野線（日语：東京都道173号上館日野線）（北野街道）
    - 東京都道235號豐田停車場線（日语：東京都道235号豊田停車場線）
    - 東京都道256號八王子國立線（日语：東京都道256号八王子国立線）（甲州街道）
    - 東京都道503號相模原立川線（日语：東京都道503号相模原立川線）
- 橋梁（上游起）
  - 多摩川
    - 立日橋（東京都道149號立川日野線/多摩都市單軌）
    - 日野橋（日语：日野橋）（東京都道256號八王子國立線）
    - 中央道多摩川橋
    - 石田大橋（國道20號日野繞道）
    - 府中四谷橋（東京都道20號府中相模原線）

  - 淺川
    - 長沼橋
    - 瀧合橋
    - 平山橋（東京都道155號町田平山八王子線）
    - 一番橋
    - 高幡橋（東京都道41號稻城日野線）
    - 萬願寺步道橋（通稱「接觸（ふれあい）橋」）
    - 新井橋（東京都道503號相模原立川線/多摩都市單軌）

### 路線巴士

#### 往鄰接市町村
- 八王子市：
  - 日野站 - 八王子站北口（京王電鐵巴士）
  - 日野站 - 東海大附屬醫院 - 八王子站北口（西東京巴士（日语：西東京バス））
  - 日野站 - 宇津木台（西東京巴士）
  - 豐田站北口 - 第2中學校前 - 八王子站北口（京王電鐵巴士）
  - 豐田站北口 - 中央大學 - 多摩中心站（京王巴士）
  - 平山城址公園站 - 北野站（京王電鐵巴士）
  - 高幡不動站 - 帝京大學內（京王電鐵巴士）
- 多摩市：
  - 豐田站北口 - 中央大學 - 多摩中心站（京王電鐵巴士）
  - 高幡不動站 - 聖蹟櫻丘站（京王電鐵巴士）
- 府中市：
  - 日野站 - EPSON前 - 分倍河原站（京王電鐵巴士）
- 國立市：
  - 日野站 - EPSON前 - 分倍河原站（京王電鐵巴士）
- 立川市：
  - 日野站 - 立川站北口（京王電鐵巴士）
  - 高幡不動站 - 日野站- 立川站北口（京王電鐵巴士）

#### 市内運行
- 日野站發車：
  - 日野站 - 泉塚 - 豐田站北口（京王電鐵巴士）
  - 日野站 - 日野市役所 - 高幡不動站（京王電鐵巴士）
  - 日野站 - 日野本町 - 高幡不動站（京王電鐵巴士）
  - 日野站 - 日野市役所入口 - 單軌北（京王電鐵巴士）
- 豐田站北口發車：
  - 豐田站北口 - 平山工業團地循環 - 豐田站北口（京王電鐵巴士）
- 高幡不動發車：
  - 高幡不動站 - 百草團地（京王電鐵巴士）
  - 高幡不動站 - 多摩動物公園站（京王電鐵巴士）
  - 高幡不動站 - 百草團地 - 三澤台下（京王電鐵巴士、深夜巴士）
- 迷你巴士（日语：日野市ミニバス）（京王電鐵巴士）
  - 三澤台路線（高幡不動站 - 三澤台 - 聖蹟櫻丘站）
  - 南平路線（高幡不動站 - 北野街道口 - 豐田站北口）
  - 平山循環路線（豐田站北口 - 都營平山四丁目- 豐田站北口）
  - 市內路線（高幡不動站 - 日野站 - 豐田站北口）
  - 旭丘循環路線（豐田站北口 - 豐田住宅 - 豐田站北口）
  - 落川路線（高幡不動站 - 落川 - 聖蹟櫻丘站）
  - 川邊堀之內路線（高幡不動站 - 川邊堀之內 - 日野市民泳池 - 一番橋西 - 豐田站南口）
- 丘陵地Wagon Taxi（翠鳥號GO（ゴー））（南觀光交通（日语：南観光交通）株式會社運行）
  - 明星線（明星大學 - 第二武藏野台 - 中程久保 - 三井台 - 稻荷澤公園 - 單軌高幡 - 川邊堀之內 - 日野市役所 - 市立醫院）
  - 平山線（平山苑上 - 平山城址公園站 - 豐田站南口 - 中央圖書館 - 日野市役所 - 市立醫院）

## 地域放送
- 有線電視
  - JCN日野（日语：日野ケーブルテレビ）

## 觀光
除了高幡不動金剛寺和多摩動物公園外，日野市作為「新選組的故鄉」，也吸引了許多新選組愛好者前來朝聖。

### 景點、古蹟
- 土方歲三資料館
- 日野宿本陣（佐藤彥五郎邸）
- 井上源三郎資料館
- 八坂神社
- 百草八幡神社
- 大宮神社
- 神明神社
- 石田寺（せきでんじ，土方歲三墓）
- 寶泉寺（井上源三郎墓）
- 高幡不動（日语：金剛寺 (日野市)）
- 真照寺
- 平山城址
- 京王百草園（日语：京王百草園）
- 梅丘特殊地下壕（日语：梅ヶ丘特殊地下壕）

### 休閒設施
- 多摩動物公園 - 日本最早飼養無尾熊的動物園之一。

### 祭典、活動
- 日野八坂神社例大祭（每年9月第二周的星期六至一）
- 日野宮神社例大祭（同上）
- 日野新選組祭（ひの新選組まつり）
- 日野夜來祭（ひのよさこい祭，夏季舉行）

## 知名人士
- 土方歲三
- 井上源三郎
- 沖田總司
- 井浦新 -演員、時尚模特兒
- 山本百合子 - 聲優
- 辻仁成 - 音樂家、小說家。
- 岡田洋子 - 朝日電視台播音員
- 岩崎夏海 - 放送作家、小說家

### 以日野市為舞台的作品
- 日本沉沒 - 2006年版電影中的暫時避難所。
- 圖書館戰爭 - 以本市圖書館為舞台。
- 如果高校棒球女子經理讀了彼得·杜拉克 - 虛構高校名「程久保」高校。
- 鹿乃子乃子乃子虎視眈眈 - 作品背景設定於日野市。

## 備註
1. ↑  倫世豪‧《幕末英傑-新選組》‧紅出版‧2020‧第61頁。
2. ↑  「日野市史史料集地誌編」 所収
3. ↑  東京都編集『東京都の昼間人口2005』平成20年発行152,153ページ

## 外部連結
- 日野市網站 （页面存档备份，存于）（日語）
- 日野市 - 新選組 （页面存档备份，存于）（日語）